# Agostino Agazzari
Agostino Agazzari (Siena, 2 december 1578 – aldaar, 10 april 1640) was een Italiaans componist.
Agazzari is componist van gewijde muziek, meerdere madrigalen en, in 1605, het pastorale drama Eumelio. Zijn magnum opus schreef hij evenwel als muziektheoreticus en is zonder meer zijn verhandeling Del sonare sopra il basso con tutti li stromenti e dell'usu loro nel conserto uit 1607, een werk over het gebruik van basso continuo-begeleiding.
- Biblioteca Nacional de España: XX4894383
- Bibliothèque nationale de France: cb124622085 (data)
- CiNii: DA11861138
- Gemeinsame Normdatei: 118877496
- International Standard Name Identifier: 0000 0001 1765 4674
- Library of Congress Control Number: nr87000619
- Nationale Bibliotheek van Letland: 000122098
- MusicBrainz: 7fc3ec0d-6012-45da-bd16-59cfaf8cf0bd
- Nationale Bibliotheek van Tsjechië: ola2002142194
- Nationale bibliotheek van Australië: 36032555
- Nationale Bibliotheek van Israël: 987007426618305171
- Nederlandse Thesaurus van Auteursnamen: 115254676
- Réseau des bibliothèques de Suisse occidentale: 02-A009296426
- Istituto Centrale per il Catalogo Unico: SBLV065369
- Système universitaire de documentation: 077823354
- Trove: 1194153
- Virtual International Authority File: 59182389
- WorldCat: E39PBJwp3jC6Ty4BRhfQFqWCcP